# NGC 1264
NGC 1264 je galaksija u zviježđu Perzej.

## Vanjske poveznice
- SEDS: NGC 1264